# Cantone di Manzat
Il Cantone di Manzat era una divisione amministrativa dell'arrondissement di Riom.
È stato soppresso a seguito della riforma complessiva dei cantoni del 2014, che è entrata in vigore con le elezioni dipartimentali del 2015.
Comprendeva i comuni di
- Les Ancizes-Comps
- Charbonnières-les-Varennes
- Charbonnières-les-Vieilles
- Châteauneuf-les-Bains
- Loubeyrat
- Manzat
- Queuille
- Saint-Angel
- Saint-Georges-de-Mons
- Vitrac